# Liste der Baudenkmale in Seerau in der Lucie
In der Liste der Baudenkmale in Seerau in der Lucie sind die Baudenkmale des niedersächsischen Dorfes Seerau in der Lucie aufgelistet. Der Stand der Liste ist der 21. Oktober 2021. Dies ist ein Teil der Liste der Baudenkmale in Lüchow (Wendland). Die Quelle der  IDs und der Beschreibungen ist der Denkmalatlas Niedersachsen.

## Allgemein
In den Spalten befinden sich folgende Informationen:
- Lage: die Adresse des Baudenkmales und die geographischen Koordinaten. Kartenansicht, um Koordinaten zu setzen. In der Kartenansicht sind Baudenkmale ohne Koordinaten mit einem roten Marker dargestellt und können in der Karte gesetzt werden. Baudenkmale ohne Bild sind mit einem blauen Marker gekennzeichnet, Baudenkmale mit Bild mit einem grünen Marker.
- Bezeichnung: Bezeichnung des Baudenkmales
- Beschreibung: die Beschreibung des Baudenkmales. Unter § 3 Abs. 2 NDSchG werden Einzeldenkmale und unter § 3 Abs. 3 NDSchG Gruppen baulicher Anlagen und deren Bestandteile ausgewiesen.
- ID: die Objekt-ID des Baudenkmales
- Bild: ein Bild des Baudenkmales, ggf. zusätzlich mit einem Link zu weiteren Fotos des Baudenkmals im Medienarchiv Wikimedia Commons. Wenn man auf das Kamerasymbol klickt, können Fotos zu Baudenkmalen aus dieser Liste hochgeladen werden:

## Baudenkmale

### Einzeldenkmale
| Lage                               | Bezeichnung                  | Beschreibung | ID       | Bild |
| ---------------------------------- | ---------------------------- | --- | -------- | ---- |
| Nr. 8 52° 59′ 58″ N, 11° 10′ 32″ O | Wohn- und Wirtschaftsgebäude | Langgestrecktes Vierständerhaus in Fachwerk mit Backsteinausfachung, unter Satteldach; Wohnende zweigeschossig. Errichtet 1875 (i). Ehemalige Hofstelle Nr. 4. | 30860410 | BW   |
| Nr. 36 53° 0′ 7″ N, 11° 10′ 45″ O  | Tanzsaal                     | Als Tanzsaal errichteter Massivbau aus Backstein, verputzt mit quaderimitierendem Fugenschnitt; unter Walmdach in Hohlpfannendeckung. Errichtet 1924 (i).      | 30860346 |      |